# Motorola MING A1200i
El Motorola MING (en chino, brillante) o Motorola A1200 es un teléfono inteligente lanzado por Motorola y destinado al mercado de Hong Kong. Viene equipado con un sistema operativo GNU/Linux (kernel 2.4.20) empotrado muy estable que aprovecha sus características.
Aunque inicialmente se situaba en la gama de precio alto, con la aparición del Motorola ROKR E6 y otros móviles, el precio del Motorola MING se ha reducido considerablemente y por ello se le considera como uno de los teléfonos inteligentes más baratos. En India su precio es de unas 12.000 rupias (unos 300 USD) en agosto de 2007.

## Características
- CPU de aplicaciones: Intel XScale PXA270 a 312 MHz.
- CPU base: Freescale ARM con un DSP Motorola 56000 para manejar el tráfico de radio.
- GSM: 850 / 900 / 1800 / 1900 MHz (cuatribanda)
- Batería: interna de Li-ion 850 mAh.
  - Tiempo en conversación: de 3 a 7,4 horas.
  - Tiempo en espera: de 140 a 250 horas.
- Pantalla: TFT LCD táctil de 2,4 pulgadas, 240×320 píxel y 262.000 colores.
- Tamaño: 51,7 × 95,7 × 21,5 mm.
- Peso: 122 gramos
- Conectividad: USB, Bluetooth 2.0, EDGE (en los primeros modelos necesita actualiza el firmware).
- Memoria: 8 MB
- Soporte: slot MicroSD (TransFlash) de hasta 2 Gb.
- Mensajes: MMS, SMS.
- Navegación: Opera Mobile nativo, WAP 2.0, WML, xHTML, HTML, JavaScript, AJAX básico.
- Correo electrónico: POP3, IMAP4, SMTP con cifrado SSL.
- Cámara: de lente fija con foco regulable de forma manual y 2 megapixels.
- Aplicaciones: Java J2ME, JSR184 (3D), MIDP 2.0
- Sincronización: SyncML
- Seguridad: Voice Print, OMA DRM 1.0
- Música: MIDI (40), MP3, WAV, AMR, WMA, AAC+.
- Lector de tarjetas de Presentación - lee y almacena información importante contenida en dicha tarjeta.
- Lector de Voz de Mensajes SMS.
- Marcado por Voz (sin previa grabación)
- Radio FM

## Programas incorporados
Para aprovechar su potencial, posee de software preinstalado, que les permite entre otras cosas:
- Lector de archivos de Microsoft Office y PDF.
- Reproductor multimedia RealPlayer (MP3, MP4, AAC, entre otros).
- Programa de modificación de imágenes.

Entre otras funciones de las más variadas, incluyendo las funciones comunes de celulares de esta gama (MSN, despertador, calendario, etc.)